# Hálsabunga
Hálsabunga är en bergstopp i republiken Island. Den ligger i regionen Västfjordarna, 230 km norr om huvudstaden Reykjavík. Toppen på Hálsabunga är 386 meter över havet.
Trakten runt Hálsabunga är nära nog obefolkad, med mindre än två invånare per kvadratkilometer. Det finns inga samhällen i närheten. Trakten runt Hálsabunga är permanent täckt av is och snö.